# ФК Подриње Јања
ФК Подриње Јања је фудбалски клуб из Јање код Бијељине, који се такмичи у Првој лиги Републике Српске у фудбалу.

## Историја
Највећи успјех клуб је оставарио у Првој лиги  Републике Српске, у сезони 2013/14. када је заузео 2. мјесто и то исто поновио у сезони 2016/17.

## Резултати
- Прва лига Републике Српске у фудбалу 2010/11. – 5. мјесто
- Прва лига Републике Српске у фудбалу 2011/12. – 8. мјесто
- Прва лига Републике Српске у фудбалу 2012/13. – 5. мјесто
- Прва лига Републике Српске у фудбалу 2013/14. – 2. мјесто
- Прва лига Републике Српске у фудбалу 2014/15. – 10. мјесто
- Прва лига Републике Српске у фудбалу 2016/17. – 2. мјесто